# Utilisation des végétaux chez les peuples autochtones d'Amérique
 (février 2019).
 (février 2019).
 (mai 2013).
Les plantes et les arbres sont, depuis très longtemps, convoités par les tribus autochtones tant dans le Nord que dans le sud de l’Amérique. Ils utilisaient les végétaux à plusieurs fins soit pour leur côté spirituel, médicinal ou tout simplement pour fabriquer des objets qui leur étaient utiles.

## Utilisation des plantes à des fins spirituelles

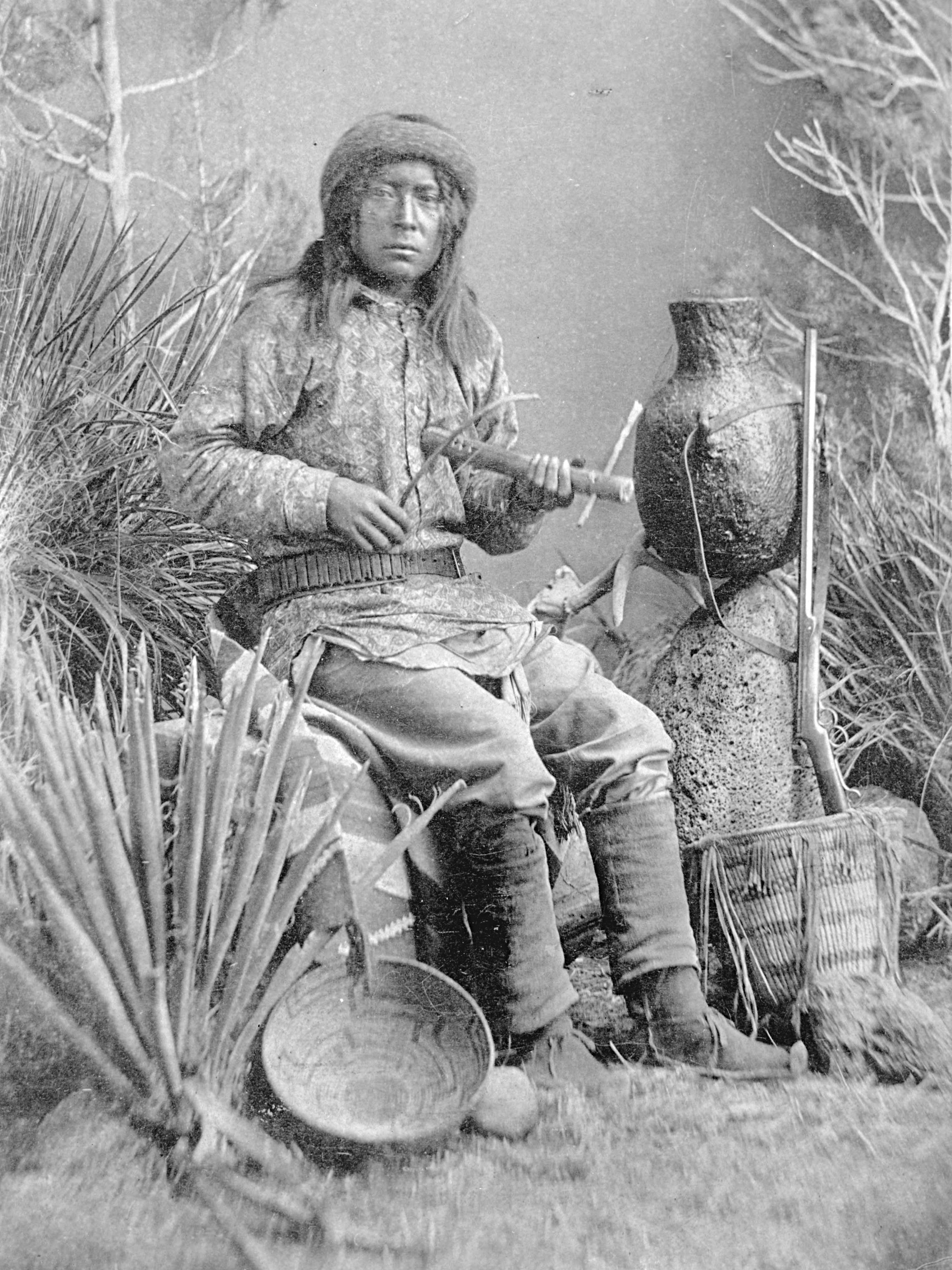
Apache jouant du fiddle.

À des fins spirituelles, les autochtones utilisaient certaines plantes dans les cérémonies tant individuelles que collectives. Ils se servaient de plusieurs végétaux ayant chacun des avantages distincts. Chez les autochtones, le foin d’odeur, la sauge, le cèdre et le tabac étaient les plantes sacrées les plus courantes.
Le foin d’odeur, appelé aussi « cheveux de la terre mère », était tressé puis allumé lors des cérémonies. Les autochtones considéraient la fumée, que dégage la tresse de foin d’odeur, comme une arme contre les esprits maléfiques. Ils l’utilisaient aussi pour favoriser l’harmonie et inciter l’ouverture de l’esprit à des ondes positives.
La sauge, aussi appelée Salvia en latin, était une plante spirituelle très importante pour les autochtones. Ils l’utilisaient dans presque tous leurs rituels. On accordait à la sauge le pourvoir de purger l’ambiance, les êtres ainsi que les objets. Sa fumée était réputée pour transformer l’énergie négative en énergie positive.
Le Thuya occidental, communément appelé cèdre, était prédisposé aux prières, au calme et à la sérénité. Les autochtones utilisaient son écorce pour attirer les énergies bénéfiques et éloigner les mauvais rêves. Le cèdre était employé lors des cérémonies où la pureté, l’harmonie et la sérénité étaient essentielles.
Quant au tabac, il était utilisé couramment sous forme d’offrande pour protéger la santé des peuples, assurer leur sécurité ou pour exprimer leurs reconnaissances aux faveurs obtenues. Les autochtones offraient du tabac à l’esprit d’un animal qu’ils venaient d’abattre. Dans leur culture, il est d’une nécessité de donner pour pouvoir recevoir.
On retrouve plusieurs espèces de végétaux, qui étaient utilisés par les autochtones à des fins spirituelles. Cependant, les plus utilisées sont celles nommées ci-dessus,,.

## Utilisation des plantes à des fins médicales
Chez les autochtones, les végétaux étaient beaucoup utilisés pour des fins médicales. Chaque syndrome était associé à une plante médicinale ayant les propriétés adéquates pour diminuer ou guérir les symptômes.
En 1536, lorsque Jacques Cartier arriva au Québec, plusieurs hommes de son équipage étaient déjà morts du scorbut tandis que les autres membres étaient affectés. Témoin de l’hécatombe, le chef d’une tribu a fait préparer une tisane à base d’eau et de branches d’épinette qu’il a fait servir aux hommes malades ce qui les sauva. Le scorbut est une maladie attribuée à une carence en vitamine C et l’épinette est une excellente source en vitamine C, c’est pourquoi les membres de l’équipage de Jacques Cartier ont pu résister à cette maladie.
D’autres essences comme le peuplier faux-tremble étaient utilisées par les autochtones pour soigner le rhume, la fièvre, la diarrhée, l’arthrite, les infections urinaires, la faiblesse générale et la perte d’appétit. Cependant, ils s’en servaient surtout pour guérir les os cassés en versant une bouillie d’écorce de peuplier sur la fracture.
Ils se servaient aussi du saule pour plusieurs affections différentes. La tisane d’écorce de saule était utilisée par certaines tribus de la Californie pour soulager les maux de dos de plus, les Montagnais de l’est du Canada s’en servaient pour soulager les maux de tête. Tandis que les Menomini du Midwest utilisaient une tisane de racine de saule pour traiter les coliques ainsi que la diarrhée.
Les indiens Natchez préparaient une infusion de racines bouillies de pleurésie pour soigner la pneumonie. Les Yokias de Mendocino County eux, faisaient une infusion d'absinthe (armoise) contre la bronchite.
Les autochtones se servaient de plusieurs autres espèces de végétaux pour soulager et soigner les membres de leur tribu.

## Utilisation des végétaux pour l'outillage
Les outils utilisés par les autochtones de l’époque étaient surtout faits à partir d’ossements ou de peaux d’animaux, mais ils se servaient aussi de végétaux.
Les autochtones utilisaient entre autres le foin d’odeur pour le tissage et pour fabriquer des paniers. Les feuilles séchées, à la fois souples et résistantes, sont employées pour fabriquer des paniers, des récipients, des plateaux et des carpettes. La plante offrait une odeur au produit traditionnel.
Ils se servaient aussi des branches de peuplier pour faire une attelle lorsqu’un des membres de la tribu se fracturait un os. L’écorce de bouleau quant à elle était utilisée pour construire des canots.
Les autochtones se servaient beaucoup du bois des arbres pour faire des sculptures ou tout simplement pour construire leur campement.
Pour conclure, les autochtones se servent des végétaux depuis la nuit des temps soit pour l’aspect spirituel, médicinal ou simplement pour des objets qui leur sont utiles. Il serait captivant de voir quelles plantes les autochtones utilisaient, autre fois, à des fins médicinales que l’on retrouve encore aujourd’hui dans nos médicaments.